# Robert S. Folkenberg
Robert Stanley Folkenberg (San Juan, 1 de enero de 1941-Winter Haven, 25 de diciembre de 2015) fue un Pastor de la Iglesia Adventista del Séptimo Día que sirvió como Presidente de la Asociación General de la Iglesia Adventista del Séptimo Día desde enero de 1990 hasta su renuncia en 1999. Su periodo estuvo marcado por un crecimiento sin precedentes en cuanto a la cantidad de miembros de la iglesia a nivel mundial y por su "Iniciativa de Misión Global" en la Iglesia Adventista. Hasta su muerte trabajo en el ministerio pastoral con el ministerio ShareHim/Evangelismo global.

## Biografía
Folkenberg nació en San Juan (Puerto Rico), el 1 de enero de 1941. Hijo de padres misioneros Estadounidenses que servían en América Latina y América Central. Se educó en Puerto Rico hasta 4º grado, luego asistió a escuelas en Cuba y a una preparatoria en California y otra en Milo (Oregón) en 1958. Al año siguiente, Folkenberg se enlistó en el Atlantic Union College donde estudió por un año para luego estudiar por otro periodo de un año en Newbold College. En 1962, Folkenberg se graduó de la Universidad Andrews donde obtuvo una maestría en teología del Nuevo Testamento en 1963.
Previo a su elección como Presidente de la Asociación de los Adventistas del Séptimo Día en 1990, Folkenberg sirvió como Presidente de la Conferencia de Carolina, en Estados Unidos.
Su estrategia de establecer una "Mesa de Educación MInisterial y Teológica" en cada División de la iglesia fue criticada y puesta en espera.
Promovió la visión de una "Iniciativa de Misión Global" en la Iglesia Adventista. Un esperado largo periodo como presidente fue acortado por su renuncia entre alegatos de impropiedad financiera en su vida personal. Su decisión no fue una admisión de culpabilidad de su parte, sino más bien como una muestra de preocupación de que la imagen de la iglesia se viera manchada mientras el cooperaba en la investigación. Un artículo de la Revista Christianity Today afirma:

"Durante su presidencia, Folkenberg, conocido por un estilo de liderazgo algo brusco, sorprendió a la denominación, difundiendo inciativas de comunicación masiva, que llevaron al crecimiento cuantioso de la membrecía".

De acuerdo a Lawrence Geraty, en aquel entonces presidente de Universidad de La Sierra, localizada en Riverside, California, mientras que Folkenberg "nunca le pedía hacer algo a alguien que él no haría", sus métodos causaban disgusto. 
Robert Folkenberg falleció producto de un cáncer de colon, en la víspera de Navidad de 2015, a la edad de 74 años, en su hogar en Winter Haven, Florida, rodeado por su familia.